# Moerasden
Moerasden (Pinus palustris) is een soort uit het geslacht den (Pinus). 

## Determinatie
Moerasden is een boomvormende conifeer die een hoogte kan bereiken kan 30–35 m. Na ± 100–150 jaar is de boom volgroeid en kan tot 300 jaar oud worden. De dikke bast is roodbruin en schilferig. Het hout heeft een gele kleur. De 25–40 cm lange, vaak gedraaide naalden zijn donkergroen en zitten in bosjes van drie op de kortloten.

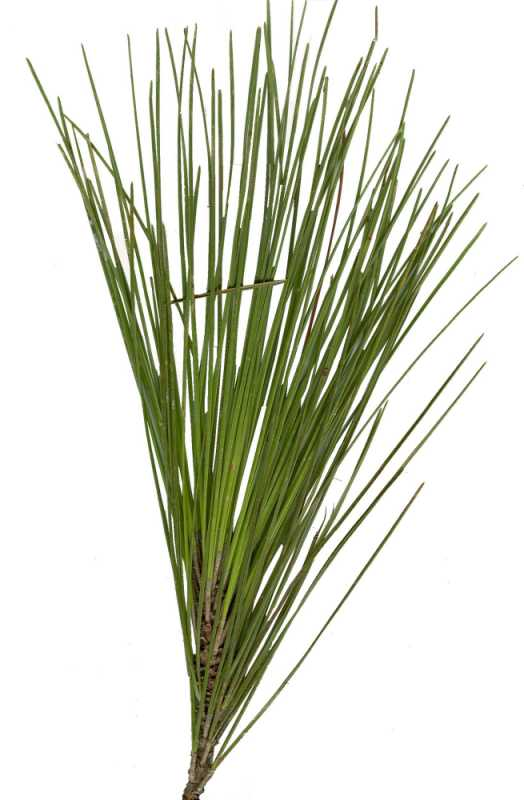
Naalden van een 30 m hoge boom bij Tallahassee.

De kegels ontstaan voordat de knoppen uitlopen. Er zitten zowel vrouwelijke als mannelijke kegels op een boom. De mannelijke kegels worden vanaf juli gevormd en de vrouwelijke in een relatief korte tijd in augustus. Bestuiving vindt het daarop volgende voorjaar plaats. De mannelijke kegels zijn dan 3–8 cm lang. Het geelbruine zaad is na bevruchting in ongeveer twintig maanden rijp. De kegels met rijpe zaden zijn 15–25 cm lang en 5–7 cm breed, maar geopend tot 12 cm breed. Op elke schub zit in het midden een naar beneden gerichte stekel. De zaden zijn 7–9 mm lang en hebben een 2,5–4 cm lange vleugel.

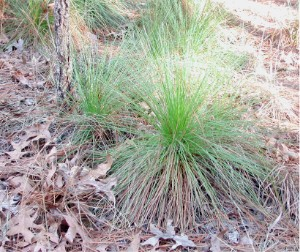
Zaailingen

De zaailingen lijken op graspollen. Jonge bomen hebben een 2–3 mm lange penwortel. Volwassen bomen hebben een vlakgroeiend wortelstelsel en verschillende diepgroeiende wortels.

## Ecologie
Moerasden komt gewoonlijk voor op goed ontwaterende zandgronden. In Noord-Alabama komt ze ook op klei voor. De boom kan een bosbrand zeer goed overleven.

## Verspreiding
Het natuurlijke verspreidingsgebied van moerasden ligt in Noord-Amerika, waar het zich uitstrekt over de kustgebieden van Oost-Texas en Zuidoost-Virginia tot Noord-Florida.

## Toepassingen
Het hout van moerasden wordt onder andere als timmerhout gebruikt. Moerasden was ook de belangrijkste leverancier van terpentijn en pek in het North Carolina van de 19e eeuw.

## Namen in andere talen
De namen in andere talen kunnen vaak eenvoudig worden opgezocht met de interwiki-links.
- Duits: Sumpf-Kiefer
- Engels: Longleaf Pine, Southern Yellow Pine
- Frans: Pitchpin

... · 
P. albicaulis (asgrijze den) · 
P. aristata (stoppelden) · 
P. balfouriana (vossenstaartden) · 
P. brutia (Turkse den) · 
P. canariensis (Canarische den) · 
P. cembra (alpenden) · 
P. contorta (draaiden) · 
P. densiflora (Japanse rode den) · 
P. halepensis (aleppoden) · 
P. heldreichii (Bosnische den) · 
Pinus hwangshanensis · 
P. jeffreyi (jeffreyden) · 
P. koraiensis (Koreaanse den) · 
P. lambertiana (suikerden) · 
P. longaeva (langlevende den) · 
P. monophylla · 
P. monticola (Amerikaanse witte den) · 
P. mugo (bergden) · 
P. muricata (bishopden) · 
P. nigra (zwarte den) · 
P. nigra subsp. laricio (Corsicaanse den)  · 
P. nigra subsp. nigra (Oostenrijkse den) · 
P. palustris (moerasden) · 
P. parviflora (Japanse witte den) · 
P. peuce (Macedonische den) · 
P. pinaster (zeeden) · 
P. pinea (parasolden) · 
P. ponderosa (gele den) · 
P. pumila (Siberische dwergden) · 
P. radiata (montereyden) · 
P. strobus (weymouthden) · 
P. sibirica (Siberische den) · 
P. sylvestris (grove den) · 
P. thunbergii (Japanse zwarte den) · 
P. wallichiana (tranenden) · 
...